# Oybin (Berg)

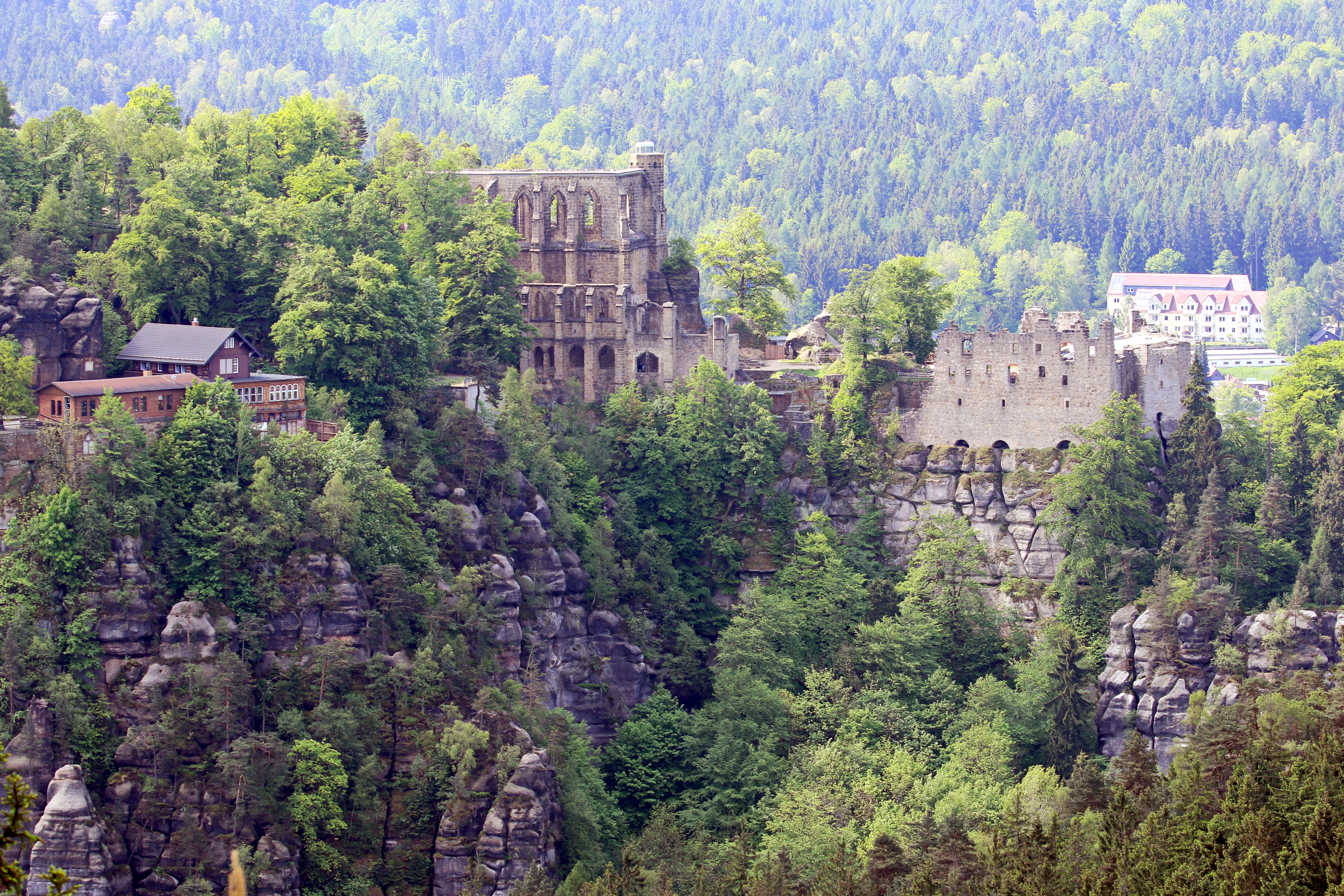
Berg Oybin mit Gaststätte (links) sowie den Ruinen von Klosterkirche (Mitte) und Burg (rechts)

Der Oybin ist ein 514 m ü. NHN hoher Berg des Zittauer Gebirges oberhalb des gleichnamigen Ortes im Südosten Sachsens. Auf ihm befinden sich die Ruinen der Burg Oybin, die Kaiser Karl IV. zu seinem Alterssitz ausbauen ließ, und eines im Jahr 1369 gegründeten Cölestinerklosters.

## Lage und Umgebung
Der Berg Oybin ist ein Sandstein-Tafelberg, der sich ca. 120 m über das Dorf Oybin erhebt. Außer an der Südwestflanke, die an einer Scharte auf ca. 460 m vom Schuppenberg (518 m ü. NHN) abgegrenzt ist, ist der Oybin ringsherum durch steile Felswände gekennzeichnet. Das Gipfelplateau wird von zwei Teilplateaus – dem Nordplateau mit dem höchsten Punkt und dem flächenmäßig kleineren Südplateau – gebildet. Beide sind durch eine ca. zehn Meter tiefe Scharte getrennt. Auf dem Talgrund an Nord-, Ost- und Südseite wird der Felsen von Bächen umflossen, die vereint als Goldbach nach Nordosten Richtung Mandau ablaufen.

## Bebauung des Gipfels
Die Burganlage der Höhenburg nimmt den gesamten Gipfelbereich des Berges Oybin ein. Sie beinhaltet neben der eigentlichen Burg an der Westseite mit dem Kaiserhaus auch die Klosterruine, den Bergfriedhof der Gemeinde Oybin und ein Burgrestaurant. Am höchsten Punkt des Berges befindet sich eine Camera obscura.

## Besiedlungs- und Burggeschichte

### Vorzeit bis (1300)
Die erste archäologisch nachweisbare bronzezeitliche Besiedlung auf dem Berg Oybin stammt aus dem 11. und 12. Jahrhundert v. Chr. Eine Besiedlung in der slawischen Zeit konnte anhand weniger Einzelscherben nachgewiesen werden. Früheste Bauspuren stammen aus dem 13. Jahrhundert n. Chr. In dieses Jahrhundert fällt auch die erste nachgewiesene Zerstörung durch die Stadt Zittau im Jahr 1291. Die Burg wurde als Stützpunkt für Überfälle von Raubrittern genutzt. Dies ist auch die erste urkundliche Erwähnung des Oybin (Moybin). Schon bald wurde die Burg neu aufgebaut.

### Mittelalter und Blütezeit (1300–1577)

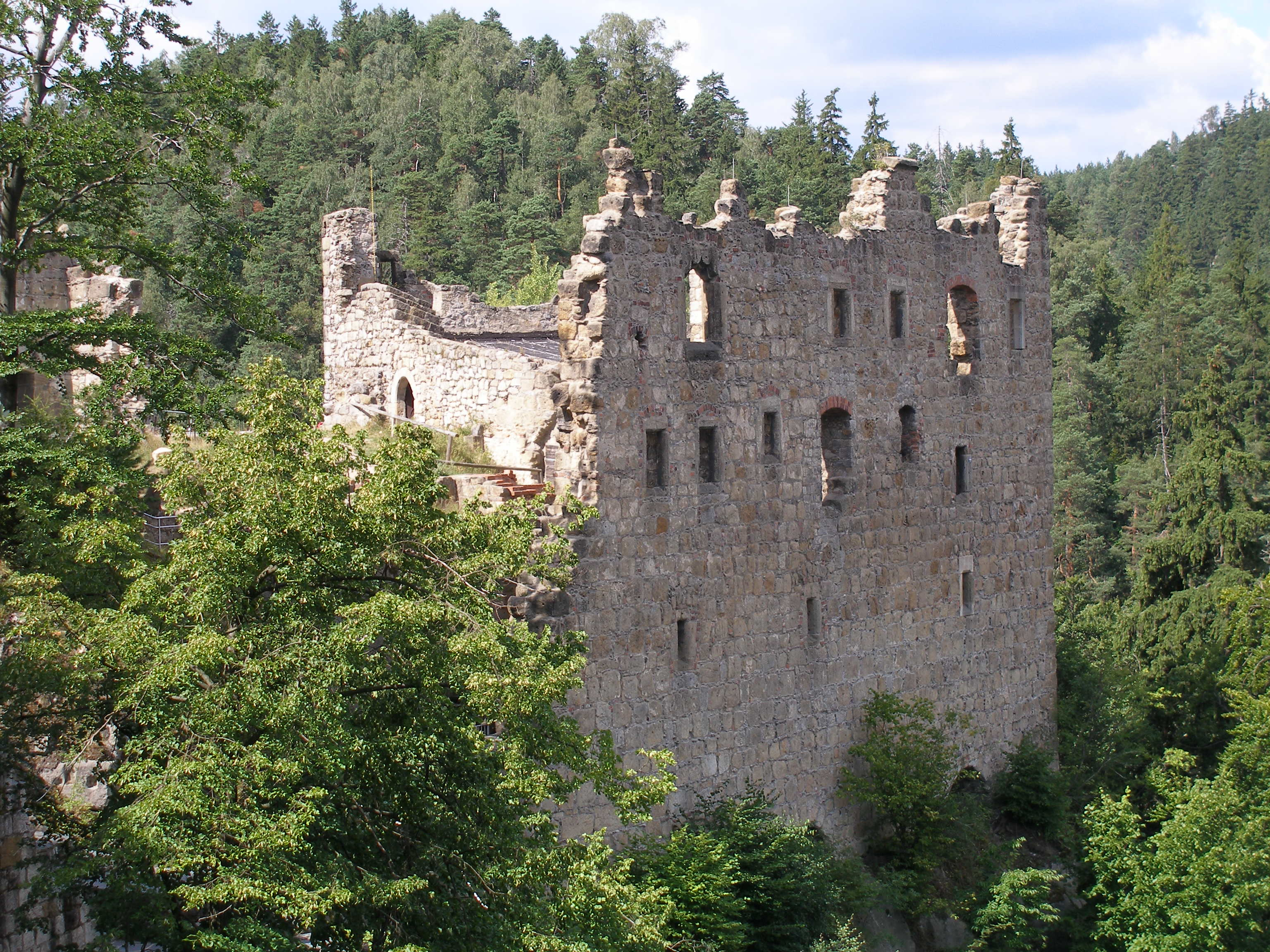
Palas der Burg

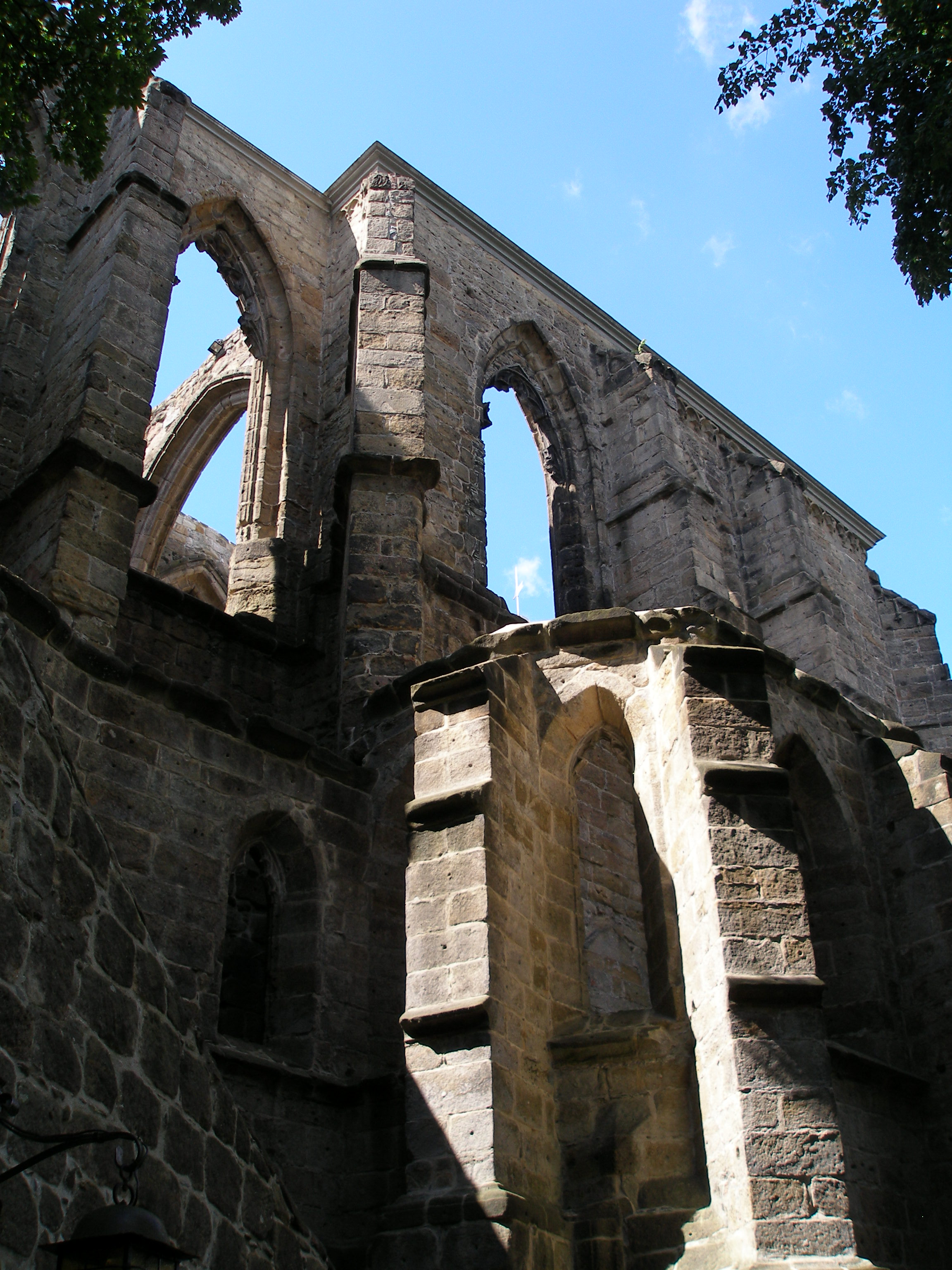
Klosterruine

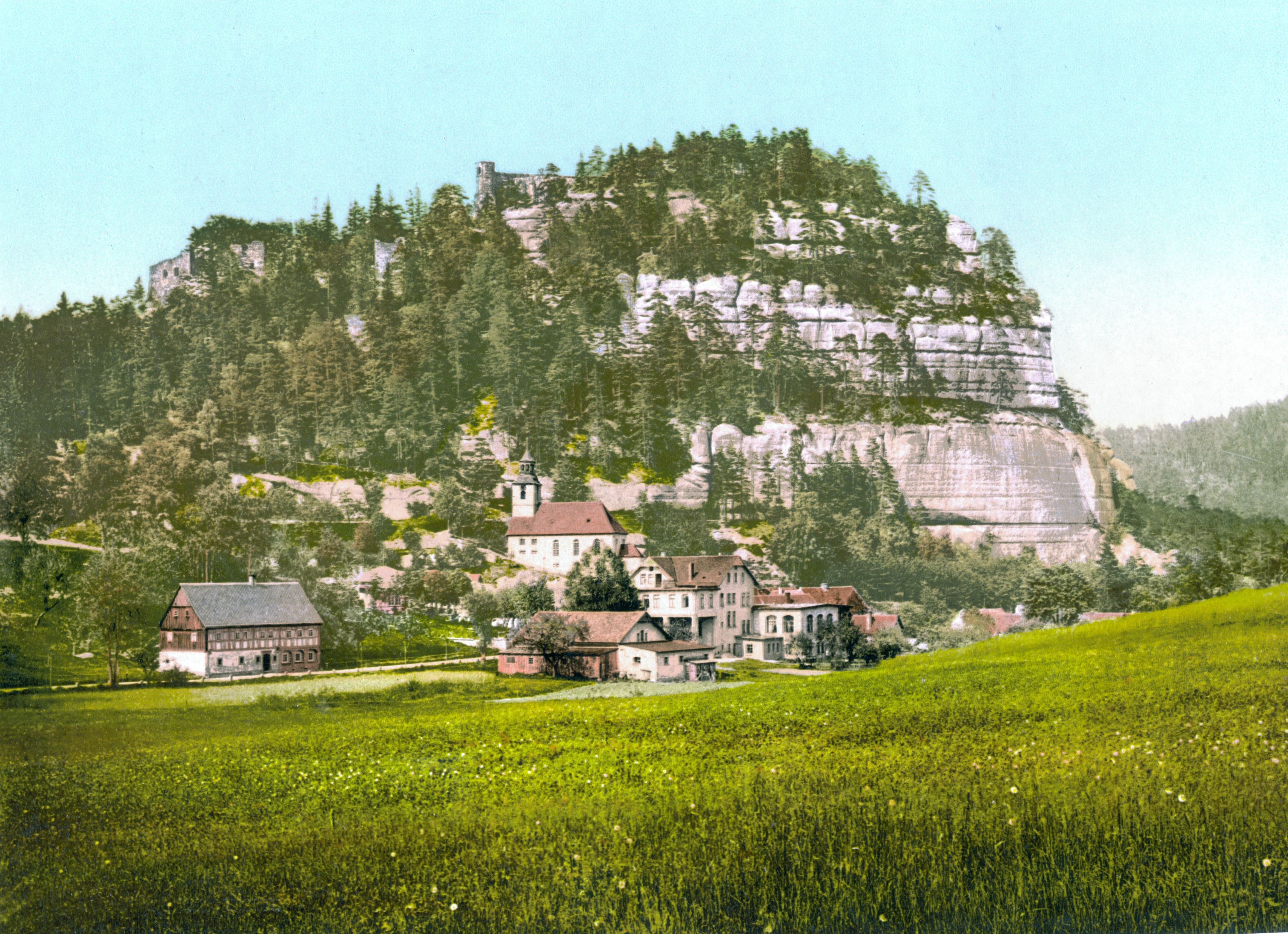
Berg Oybin um 1900

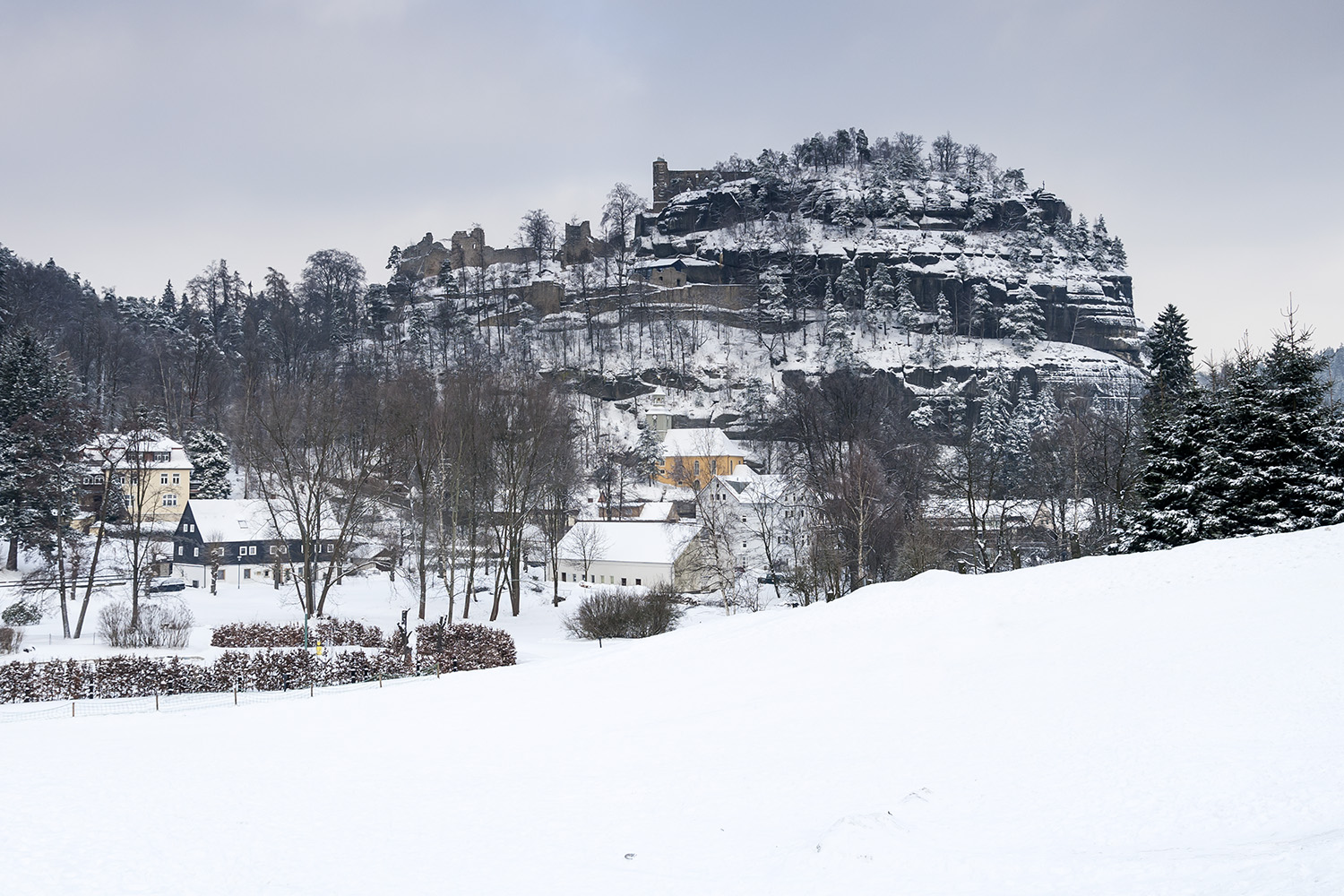
Berg Oybin um 2010

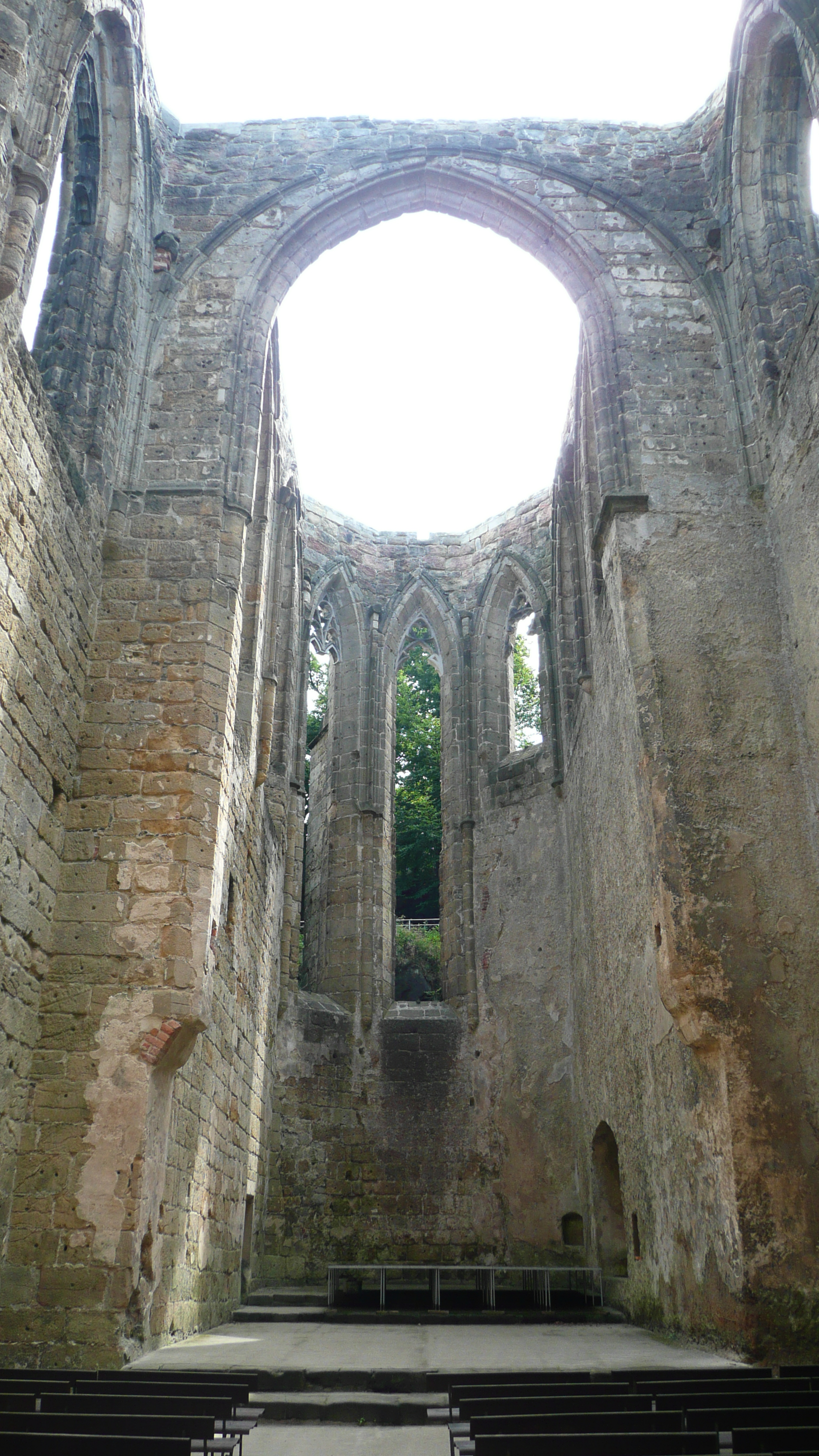
Klosterruine Oybin

In den Jahren von 1311 bis 1316 wurde die Anlage zu einer wehrhaften Abschnittsburg zum Schutz der nahe gelegenen Handelswege unter Heinrich von Leipa erweitert, seines Zeichens Marschall des Königs Johann von Luxemburg. Schon im Jahr 1346 fiel sie wieder direkt an die böhmische Krone. Im Jahr 1364 baute Kaiser Karl IV. auf dem Oybin das Kaiserhaus, das er als seinen Altersruhesitz nutzen wollte. Er begann auch im Jahr 1366 mit dem Bau der gotischen Kirche (unter Mitwirkung der berühmten Prager Dombauhütte von Peter Parler), die schon 1384 fertiggestellt wurde. Im Jahr 1369 stiftete der Kaiser dem Orden der Cölestiner ein Kloster auf dem Oybin. Bedeutendes Mitglied dieses Konvents war der Inquisitor und Prior (ab 1395) Petrus Zwicker.
Während der Hussitenkriege wurde der Oybin zweimal angegriffen. Im Jahr 1420 unter Zbyněk Buchowec und Chwal Repicky von Machowitz (tschechisch: Chval Řepický z Machovic). Vor allem den starken Mauern und steilen Felsen war es zu verdanken, dass die Belagerer ergebnislos abziehen mussten. Der Meierhof am Fuße des Berges wurde niedergebrannt. Diese Nachricht ist jedoch haltlos, wie bereits Richard Jecht (1911, S. 62f) ermittelte. Die Hussiten erschienen am 28. September 1429 vor dem Burgkloster und bestürmten die Bergfeste. Es waren Truppen von Prokop dem Großen, ihr Angriff soll vier Stunden lang gedauert haben. Wieder erwies sich die Verteidigungsanlage stärker als der stürmische Angriffswille der Hussiten. Sie zogen erfolglos ab und verunsicherten das Zittauer Umland. Der Oybin galt seitdem als uneinnehmbar.
Ein Teil des Prager Domschatzes vom Veitsdom wurde, um ihn vor dem Zugriff der Hussiten zu sichern, auf dem Oybin verwahrt. Ein Streitwagen (aufgerüsteter Planwagen) wurde später bei Ausgrabungen am Fuß des Oybin gefunden. Die Burg wurde bis in die zweite Hälfte des 16. Jahrhunderts weiter ausgebaut. Im Zuge der Reformation wurde das Kloster aufgelöst und der langsame Verfall begann. 1577 schlug ein Blitz in die Kirche ein, sodass diese niederbrannte. Weitere Zerstörungen folgten 1681 durch einen Felssturz. Zu diesem Zeitpunkt war die Burg bereits nicht mehr bewohnt und wurde von den Talbewohnern als Steinbruch genutzt.

### Neuzeit (ab 1800)
Eine „Wiederentdeckung“ der Burg erfolgte während der Romantik, als der sächsische Hofmaler Johann Alexander Thiele die romantischen, von der Natur überwucherten Gemäuer als Motiv entdeckte. So malten dann auch Caspar David Friedrich, Carl Gustav Carus und andere Maler der Romantik die Ruine und machten sie bekannt. Daraufhin wurde die Burg ab 1829 vom Schutt befreit und 1877 das Kaiserhaus saniert, um es vor dem weiteren Verfall zu bewahren. Seit der Mitte des 19. Jahrhunderts kamen dann auch immer mehr Wanderer und Kurgäste auf den Berg. Das lag letztendlich an der Einrichtung einer Eilpostkutschverbindung von Zittau im Jahr 1830 und der Eröffnung der Schmalspurbahn von Zittau nach Oybin im Jahr 1890. Im Jahr 1883 wurde erstmals ein Museum auf dem Berg durch Alfred Moschkau eröffnet. Anfang des 20. Jahrhunderts wurde die Burg von Cornelius Gurlitt und Hugo Rahtgens wissenschaftlich aufgenommen und untersucht. Im Jahr 1936 kam es zu einem Rückschlag, der reichhaltige Museumsbestand wurde durch Verkäufe der Erben von Alfred Moschkau erheblich dezimiert. Ein weiterer Rückschlag folgte am Ende des Zweiten Weltkriegs, als größere Teile des Museums geplündert wurden. Herrmann Knobloch rettete das dort eingelagerte und fast zerstörte Große Zittauer Fastentuch von 1472. In den kommenden Jahrzehnten begann ein Wettlauf mit dem Verfall. Weitere Sanierungsarbeiten folgten. So wurde die Klosterruine, auch wegen der guten Akustik, ab 1972 als Konzertplatz (unter anderem für den traditionellen Mönchszug) genutzt. Seit 1991 wird die Burg umfassend saniert und größere Teile freigelegt und rekonstruiert. Heute besuchen bis zu 100.000 Gäste im Jahr die Burg- und Klosterruine auf dem Berg Oybin. Es werden Sonderführungen und aller zwei Jahre (ausgehend von ungerader Jahreszahl) ein historisches, mittelalterliches Burg- und Klosterfest durchgeführt. In Jahren mit gerader Jahreszahl findet die „Klosternacht“ statt. Beide Ereignisse werden in der Regel am 2. Juliwochenende durchgeführt.

## Wege zum Gipfel
Der Aufstieg zum Plateau des Bergs beginnt in der Ortsmitte von Oybin, führt an der bekannten Bergkirche Oybin vorbei aufwärts und ist in etwa 15 Minuten zu bewältigen. Eine Variante führt durch die „Ritterschlucht“, einen schmalen Felseinschnitt. Für das Innere der Klosteranlage muss eine Eintrittsgebühr bezahlt werden. Um das gesamte Gipfelplateau führt ein Rundwanderweg.

## Darstellung von Berg und Ruine in Literatur und Kunst
Mit dem Berg verbindet sich eine Sprungsage („Jungfernsprung auf dem Oybin“), die unter anderem von den Brüdern Grimm und Ludwig Bechstein aufgezeichnet wurde. Die malerischen Ruinen auf dem Oybin mit dem dort befindlichen Friedhof des Dorfes Oybin waren ein beliebtes Motiv zahlreicher Maler der Romantik, wie beispielsweise Caspar David Friedrich, Carl Gustav Carus, Ernst Ferdinand Oehme, Carl Blechen und Adrian Ludwig Richter. Sie stehen aber keineswegs am Anfang dieser Tradition; schon im 18. Jahrhundert wurde der Oybin von renommierten Künstlern wie Johann Alexander Thiele, Adrian Zingg oder Johann Philipp Veith vielfach dargestellt. Dieser kunsthistorischen Thematik widmete sich 2019 die Sonderausstellung Der Oybin und die Malerei der Romantik in der Oberlausitz in den Städtischen Museen Zittau.

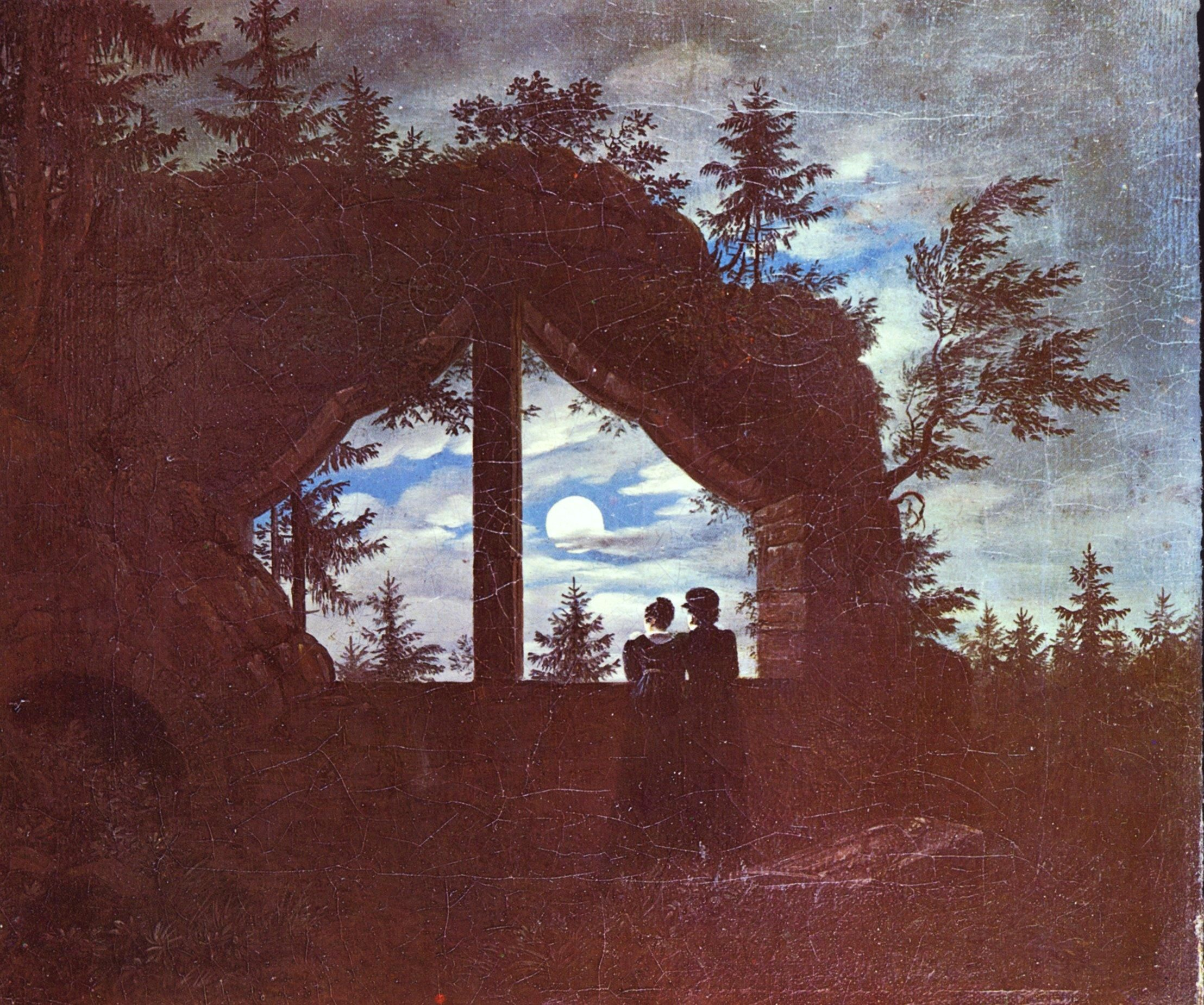
Carl Gustav Carus: Fenster am Oybin im Mondschein, 1828
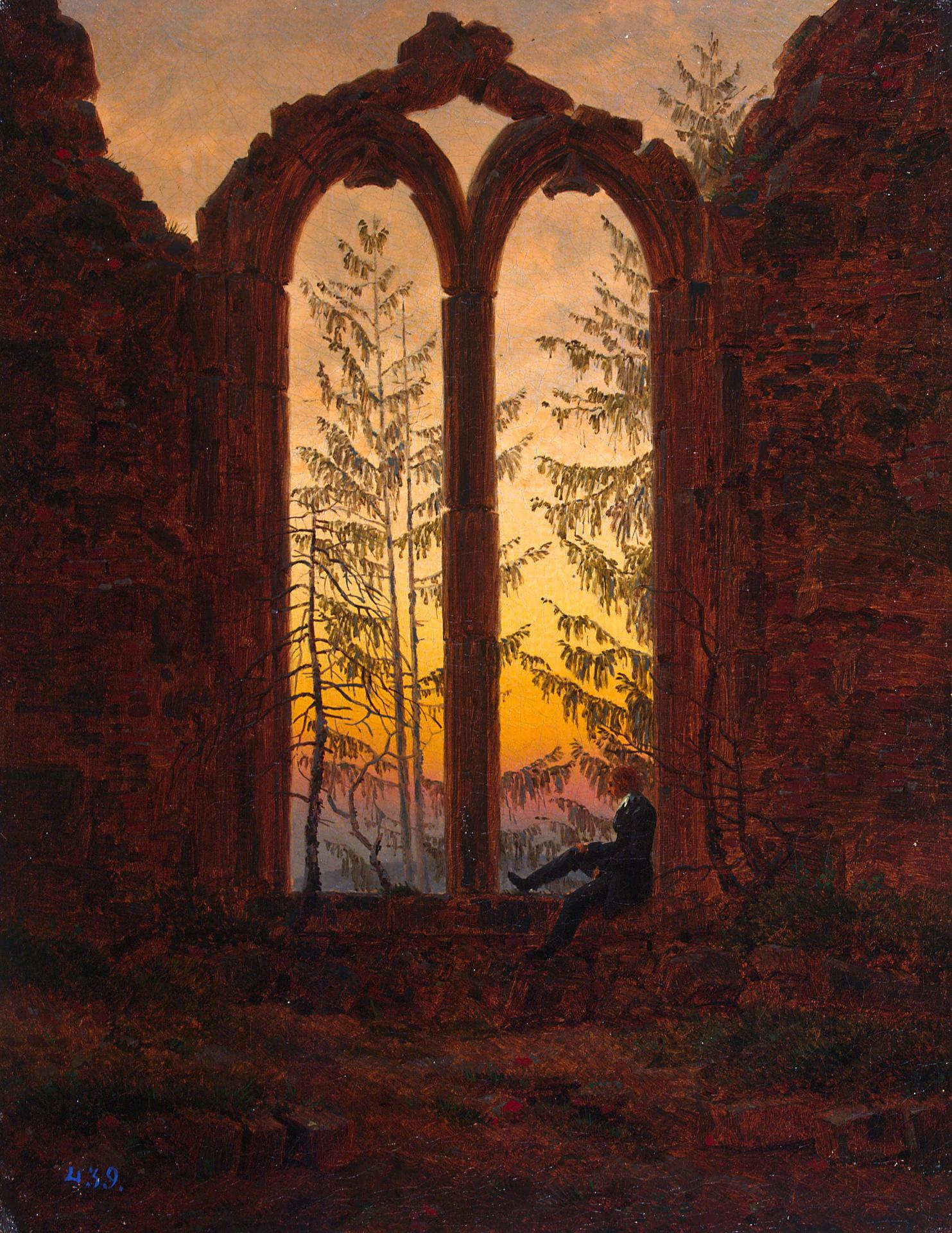
Caspar David Friedrich: Der Träumer (Klosterruine Oybin), um 1835
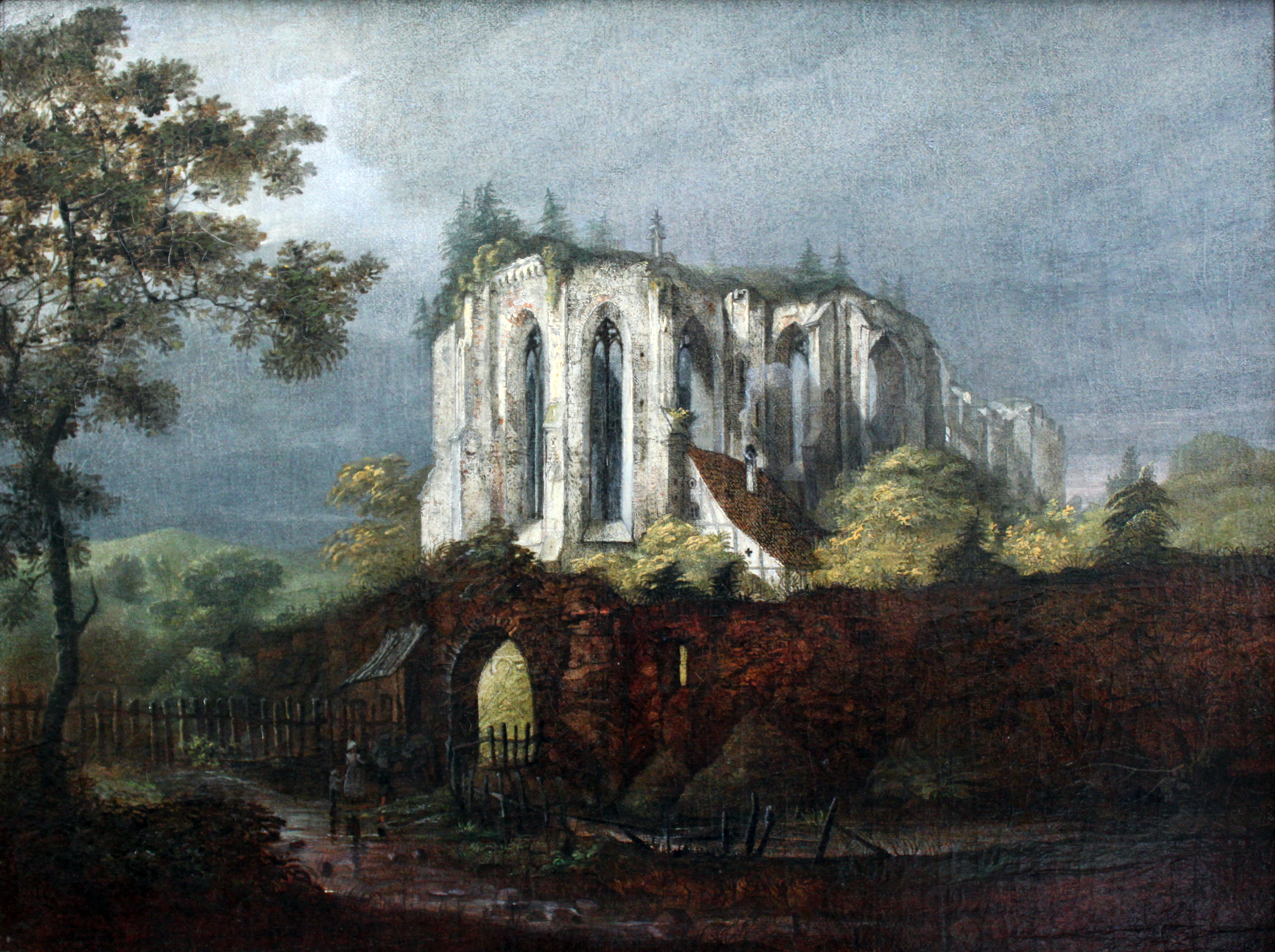
Carl Blechen: Klosterruine Oybin, 1822
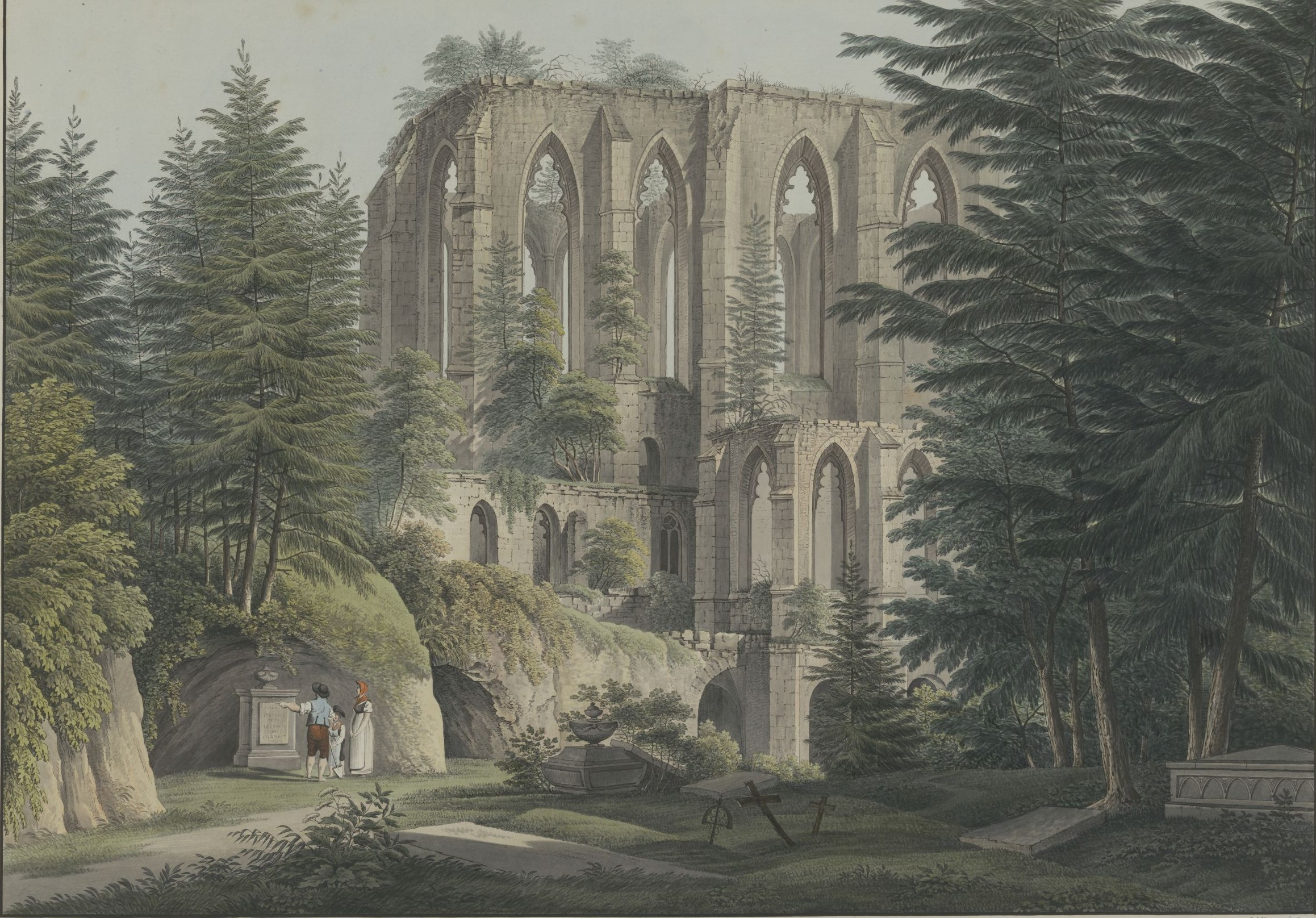
Johann Philipp Veith (Zeichner), Christian Gottlob Hammer (Stecher): Ansicht der Klosterruine auf dem Oybin, ca. 1820

## Mönchszüge
Die historischen Mönchszüge auf den Oybin sind einige der wenigen, die das historische Angedenken der Cölestiner pflegen und bewahren. Seit 2008 ist der Verein Historische Mönchszug Berg Oybin e. V. offizielles Mitglied des Centro Celestiniano in L’Aquila Italien.

## Zitat
Aus Zittau’s blauen Bergen,

Vom Glockenfels Oybin,

Mag mit der Wolken Fluge

Ein Gruß hin zu Dir zieh’n.

 Alfred Moschkau